# Dodge Spirit
O Spirit foi um sedan de porte médio da Dodge.